# Meioneta usitata
Meioneta usitata là một loài nhện trong họ Linyphiidae.
Loài này thuộc chi Meioneta. Meioneta usitata được George Hazelwood Locket miêu tả năm 1968.